# Теорема Фрухта
Теорема Фрухта — утверждение об изоморфизме каждой конечной группы группе автоморфизмов конечного неориентированного графа. Была сформулирована в 1936 году Бабаи и доказана в 1939 году Фрухтом.

## Формулировка
Каждая конечная группа изоморфна группе автоморфизмов конечного неориентированного графа.

## Пояснения
Автоморфизмом графа называется любая подстановка множества его вершин, являющаяся изморфизмом на себя.